# فابيان كلينغ
فابيان كلينغ (بالألمانية: Fabian Kling)‏ هو لاعب كرة قدم ألماني، ولد في 24 يوليو 1987 في آوغسبورغ في ألمانيا. لعب مع سان أنتونيو سكوربيونز.

## وصلات خارجية
- فابيان كلينغ على موقع قاعدة بيانات كرة القدم.إي يو (الإنجليزية)